# Tiếu Cổ vương
Tiếu Cổ Vương (mất 214, trị vì 166–214) là quốc vương thứ năm của Bách Tế, một trong Tam Quốc Triều Tiên. Ông là con trai của Cái Lâu Vương.

## Tiểu Sử
Tiếu Cổ Vương Trước khi ông lên ngôi, quan hệ giữa Bách Tế và vương quốc Tân La trở nên thù địch sau khi Cái Lâu Vương sau khi Cái Lâu Vương cho một viên quan Tân La phản bội tên là Cát Tuyên (Gilseon) lánh nạn năm 165. Tiếu Cổ Vương bắt đầu tấn công Tân La năm 167, ông đoạt được hai thành, song quân Tân La đã đẩy lùi quân đội của ông.
Tiếu Cổ Vương tiến hành một chiến dịch khác (năm 188–190) chống Tân La, và cũng chiếm được một số thành như Mẫu Sơn (Mosan), Cẩu Nhưỡng (Guyang), Viên Sơn Hương (Wonsanhyang), và Yogeo]. Năm 204, ông phá hủy thành Yêu Xa (Yocha). Ông cũng xây những thành mới, bao gồm thành Xích Hiện (Jeokhyeon) và Sa Đạo (Sado) tại lãnh thổ chiếm được, và đưa dân đến định cư năm 210. Các trận đánh diến ra tại dãy núi Sobaek (Tiểu Bạch).
Năm 214, ông tiến hành chiến tranh chống lại người Mạt Hạt. Ông dẫn 1.000 binh sĩ chiếm thành Thạch Môn (Seokmun) của Mạt Hạt, but the Mohe lại tấn công ngược lại khu vực Thuật Xuyên (Sulcheon) của Bách Tế. Vào tháng 7 năm 214, Tân La cũng xâm lược Bách Tế, và chiếm được thành Sa Hiện (Sahyeon).
Vị quốc vương thứ 8 của Bách Tế là Cổ Nhĩ Vương được cho là đệ của Tiếu Cổ Vương. Vị quốc vương thứ 13 là Cận Tiếu Cổ Vương lấy theo tên của Tiếu Cổ Vương nhằm nhấn mạnh nhánh kế vị của mình sau một cuộc kình địch kéo dài giữa hai nhánh vương thất.